# إيرغايز
إيرغايز (باليابانية:  エアガイツ، إياغايتسو، بالألمانية: Ehrgeiz "الطموح")، عنوانها الكامل إيرغايز: غود بليس ذا رينغ (بالإنجليزية: Ehrgeiz: God Bless The Ring)‏، هي لعبة فيديو قتالية ثلاثية الأبعاد من تصميم شركة دريم فاكتوري ونشرتها نامكو في عام 1998 على ألعاب الأركيد. تم تحويلها على على بلاي ستيشن عن طريق شركة سكوير في عام 1998، ثم إلى بلاي ستيشن نيتورك في اليابان عن طريق سكوير إنكس في عام 2008.
لعل أهم ميزات اللعبة هي إدراج شخصيات من فاينل فانتازي 7. مثل كلاود سترايف وتيفا لوكهارت في إصدارات الأركيد وإصدارات بلاي ستيشن؛ بالإضافة إلى سيفيروث ويوفي كيساراجي، فنسنت فالنتاين، ريد الثالث عشر، وزاك فير والذين أضيفوا في إصدارات بلاي ستيشن القائمة.

## اللعب

### نظام المعارك
تختلف لعبة إيرغايز عن معظم ألعاب القتال ثلاثية الأبعاد بأنها استوحت بشكل كبير من ألعاب المصارعة سلسلة ألعاب توبال من دريم فاكتوري، والتي تسمح بالحركة الكاملة بزاوية 360 درجة ولا تتطلب من المقاتلين أن يواجهوا بعضهم البعض دائما. يقيد هذا حركة الكاميرا إلى موضع ثابت أو شبه ثابت، والتكبير والتصغير مع الحركات، ولكن لا تتبع اللاعبين في أنحاء الحلبة كما هو شائع في معظم ألعاب القتال ثنائية وثلاثية الأبعاد الأخرى. يسمح القتال السريع بتحريك الشخصيات بحرية في المراحل ثلاثية الأبعاد المليئة بالأشياء التفاعلية والتغييرات في الارتفاع، مما يسمح للشخصيات، على سبيل المثال، بالقفز فوق الصناديق أو استخدامها كأسلحة.

### نمط الرحلة
يتضمن إصدار بلايستايشن نمط رحلة على غرار ألعاب توبال 1 وتوبال 2. حيث يجتاز اللاعبون سردابا كبيرا، يشبه إلى حد كبير لعبة ديابلو من بليزارد، ويمكنهم استخدام أسلحة وعناصر مختلفة. هناك أيضًا العديد من الألعاب الثانوية، مثل وضع السباق، حيث يجري اللاعبون حول مسار ويقاتلون خصومهم لإبطاء حركتهم، وهناك لعبة طاولة تشبه لعبة ريفيرسي.
نمط الرحلة يبتع نظام الهاك أند سلاش. يبدأ في سرداب في عالم موازي، وانتقل بعد ذلك إلى نزل قريب. يمكن للاعب استكشاف المدينة ودخول السرداب الذي يتكون عن طريق خرائط عشوائية. وعلى اللاعب أن يبحث في كل طابق من السرداب عن سلالم إلى المستوى التالي إلى الأسفل. وبما أن الشخصيات الرئيسية من علماء الآثار، فإن الهدف يدور حول الذهاب إلى أعمق ما يمكن على أمل العثور على كنوز أثرية. شخصيتان متوفرتان لهذا النمط: كلير أندروز وكوجي ماسودا. يمكن للاعب التبديل بين الاثنين عن طريق زيارة النزل. إذا ماتت إحدى الشخصيات في السرداب، فيمكن للأخرى «إحياؤها» عن طريق العثور على جثته.
يدور نظام تطوير الشخصيات بشكل رئيسي حول قائمة من خمس خانات يمكن زيادتها عند رفع مستوى الشخصية. كما أن تناول البروتينات أو الفيتامينات أو المعادن أو الكربوهيدرات أو الشحوم سيزيد بدوره من الهجوم أو السحر أو البراعة أو السرعة أو الدفاع (على التوالي). عندما يتم التركيز على خانة واحدة، سيتقلص الرسم البياني على النقاط الأخرى في القائمة. وبالتالي، فإن تمت زيادة خانة معينة فسيقلل هذا من مقدار الزيادة علة الخانات الأخرى.
أحد الجوانب الرئيسية في نمط الرحلة هو إدارة الجوع. قد يكسب اللاعب عنصرا غذائيا بعد هزيمته للوحش ويملأ شريط الجوع بمقدار بسيط، ويزود اللاعب بأحد العناصر الغذائية المذكورة سابقاً. وفي حالة كان شريط الجوع ممتلئا على آخره، فإن تناول الطعام يزيد الحد الأقصى لحجم المعدة. ينطبق هذا التأثير أيضًا عند تناول عقاقير صحية بينما يكون شريط الحياة ممتلئا.
هناك العديد من كتب الوصفات مخبأة في أنحاء السرداب. يمكن للاعب شراء وتجارة النبيذ هنا مثل سوق الأسهم، حيث ترتفع قيمة النبيذ وتنخفض بشكل دوري. يمكن للاعبين بعد ذلك تداول النبيذ مقابل ربح أو خسارة.

## التطوير
تم تطوير إيرغايز عن طريق دريم فاكتوري التي طورت من قبل سلسلة ألعاب القتال توبال لصالح شركة سكوير. تم إخراج اللعبة وتصميمها من قبل سيتشي إيشي، مصمم ألعاب فيرتشوا فايتر وتكن. تم تصميم شخصيات اللعبة، سواء الأصلية أو المأخوذة من فاينل فانتسي 7، من قبل تتسويا نومورا. تم إصدار إيرغايز على أجهزة الأركيد في عام 1998 كمشروع مشترك بين سكوير ونامكو. بعد إطلاق اللعبة في الولايات المتحدة على بلاي ستيشن، قامت شركة سكوير إلكترونيك أرتس برعاية «جولة بطولة إيرغايز»، وهي سلسلة مسابقات يتنافس فيها اللاعبون ضد بعضهم. عُقدت المسابقات في متاجر إلكترونيكس بوتيك وبابيدج في جميع أنحاء أمريكا، وبدأت أول مسابقة في 10 يوليو 1999 في نيويورك. في عام 2000، أعيد إصدار إيرغايز كجزء من مجموعة سكوير ميلينيوم في اليابان.

### الموسيقى
احتوت الموسيقى التصويرية الأصلية لإيرغايز على واحد وستين مقطوعة موسيقية من اللعبة. تم تأليفها من قبل تاكايوكي ناكامورا، الذي ألف سابقا موسيقى توبال 2. تم إصدارها في 21 نوفمبر 1998 بواسطة ديجيكيوب.
| Ehrgeiz Original Soundtrack track list | Ehrgeiz Original Soundtrack track list |
| --- | --- |
| Disc One (original) (66:38) 1. "The Title" – 0:14 2. "The Tale of 'Ehrgeiz'." – 0:46 3. "Victory" – 1:13 4. "Escape" – 1:45 5. "Run Away in the Airship!" – 3:08 6. "Hong Kong Reggae" – 1:36 7. "Continental Train" – 1:19 8. "The End of the Journey" – 1:31 9. "Door of Truth" – 1:39 10. "Fate" – 1:42 11. "Those Who Fight (from فاينل فانتازي 7)" – 1:31 12. "Prelude (from Final Fantasy VII)" – 1:45 13. "A Song for the Man of the Future" – 1:35 14. "The Legend." – 1:10 15. "Der Ehrgeiz." – 1:27 16. "A self-service Selector." – 0:43 17. "Elevator" – 1:28 18. "Fresh Fish" – 2:02 19. "Continue" – 0:38 20. "Stage Clear" – 0:09 21. "Map Song 1" – 0:17 22. "Map Song 2" – 0:25 23. "Map Song 3" – 0:17 24. "Map Song 4" – 0:17 25. "Opening (Short Version)" – 1:34 26. "Brand New Quest" – 2:48 27. "Ruined Town" – 2:39 28. "Dungeon 1" – 1:38 29. "Dungeon 2" – 2:35 30. "Dungeon 3" – 1:47 31. "Dungeon 4" – 2:32 32. "Dungeon 5" – 1:30 33. "Dungeon 6" – 4:15 34. "Dungeon 7" – 2:36 35. "Battle in a Trap" – 1:26 36. "Boss" – 1:21 37. "Master Boss" – 1:33 38. "Phoenix" – 3:01 39. "Store 1" – 1:32 40. "Store 2" – 1:44 41. "Hotel" – 2:12 42. "Magic Store" – 1:31 | Disc Two (arranged) (64:34) 1. "The Tale of 'Ehrgeiz'." – 1:28 2. "Victory" – 3:31 3. "Escape" – 4:26 4. "Run Away in the Airship!" – 3:54 5. "Hong Kong Reggae" – 3:34 6. "Continental Train" – 3:25 7. "The End of the Journey" – 3:38 8. "Door of Truth" – 4:34 9. "Fate" – 4:06 10. "Those Who Fight (from فاينل فانتازي 7)" – 4:24 11. "Prelude (from Final Fantasy VII)" – 3:23 12. "A Song for the Man of the Future" – 3:51 13. "The Legend." – 2:05 14. "Der Ehrgeiz." – 2:38 15. "A self-service Selector." – 1:17 16. "Elevator" – 3:47 17. "Fresh Fish" – 3:47 18. "11th" – 3:53 19. "Der Ehrgeiz (long version)" – 2:56 |

## الاستقبال
بيع من إيرغايز أكثر من 222,000 نسخة في اليابان بنهاية عام 1998، ووصل الرقم إلى 340,937 نسخة في اليابان بحلول ديسمبر 2004. وقد سجلت 32 نقطة من أصل 40 من قبل مجلة الألعاب اليابانية فاميتسو. صنف موقع آي جي إن اللعبة 7.5 أو «جيد»، مستشهدين بجمال رسوم اللعبة والعرض التقديمي، لكنهم أشاروا إلى اللعب المبسط وصعوبة مجموعات تنفيذ الحركات. ووافق موقع جيم سبوت على أن حركات المنع كانت «غير بديهية» وأن الألعاب المصغرة كانت مخيبة للآمال بشكل يطغى على الرسومات الجميلة ومقاطع الفيديو الكاملة. في نوفمبر 2000، تم تصنيف اللعبة في المرتبة 73 في أفضل 100 لعبة بلاي ستيشن على الإطلاق. لدى إيرغايز حاليا نسبة إجمالية قدرها 75٪ على موقع غيم رانكينغز استنادا إلى 21 منفذا إعلاميا. عكست التعليقات اللاحقة الاستخدام الغريب لشخصيات سكوير إنكس الشهيرة بـ«حركات عامة» والمعارك المبنية على ألعاب المصارعة.

## وصلات خارجية
- الموقع الرسمي
- Ehrgeiz: God Bless the Ring على موبي غيمز
- إيرغايز على موقع القائمة القاتلة لألعاب الفيديو